# Токан-Сент-Апр
Тока́н-Сент-Апр (фр. Tocane-Saint-Apre) — коммуна во Франции, находится в регионе Аквитания. Департамент — Дордонь. Входит в состав кантона Брантом. Округ коммуны — Перигё.
Код INSEE коммуны — 24553.

## География

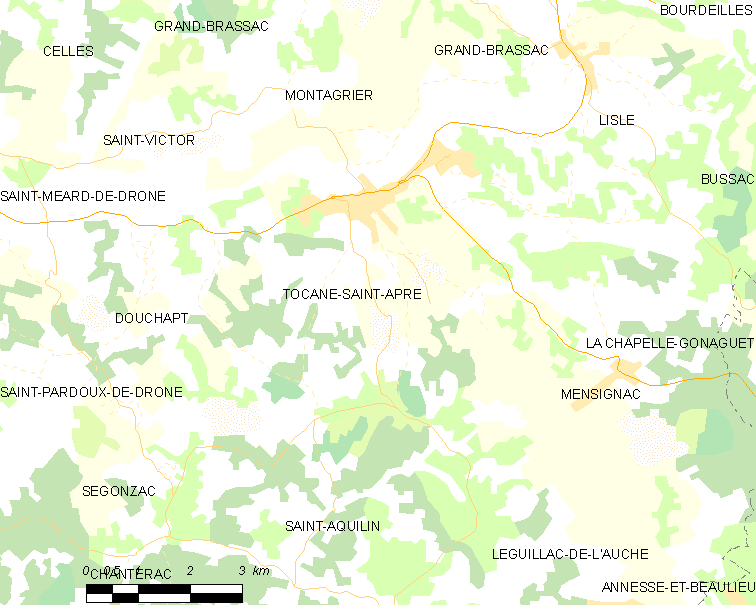
Карта коммуны

Коммуна расположена приблизительно в 430 км к югу от Парижа, в 100 км северо-восточнее Бордо, в 20 км к северо-западу от Перигё.
На севере коммуны протекает река Дрон.

### Климат
Климат умеренный океанический со средним уровнем осадков, которые выпадают преимущественно зимой. Лето здесь долгое и тёплое, однако также довольно влажное, здесь не бывает регулярных периодов летней засухи. Средняя температура января — 5 °C, июля — 18 °C. Изредка вследствие стечения неблагоприятных погодных условий может наблюдаться непродолжительная засуха или случаются поздние заморозки. Климат меняется очень часто, как в течение сезона, так и год от года.

## Население
Население коммуны на 2010 год составляло 1680 человек.
| 1962 | 1968 | 1975 | 1982 | 1990 | 1999 | 2010 |
| ---- | ---- | ---- | ---- | ---- | ---- | ---- |
| 1413 | 1359 | 1318 | 1376 | 1377 | 1486 | 1680 |

## Администрация
| Период | Период | Фамилия       | Партия                  | Примечания                                    |
| ------ | ------ | ------------- | ----------------------- | --------------------------------------------- |
| 1947   | 1953   | Роже Пюиготье |                         |                                               |
| 1953   | 1981   | Реймон Гейу   |                         |                                               |
| 1981   | 2007   | Мишель Дебе   | Социалистическая партия | член парламента, генеральный советник кантона |
| 2007   | 2020   | Жерар Санран  | Социалистическая партия | пенсионер                                     |

## Экономика
В 2010 году среди 942 человек трудоспособного возраста (15-64 лет) 679 были экономически активными, 263 — неактивными (показатель активности — 72,1 %, в 1999 году было 67,3 %). Из 679 активных жителей работали 607 человек (315 мужчин и 292 женщины), безработных было 72 (39 мужчин и 33 женщины). Среди 263 неактивных 49 человек были учениками или студентами, 136 — пенсионерами, 78 были неактивными по другим причинам.

## Достопримечательности
- Замок Фейоль[фр.] (1766 год). Исторический памятник с 1969 года[9]
- Замок Бозежур[фр.] (XV век)[10]
- Замок Лавалад (XVI век)[11]
- Донжон Вернод. Исторический памятник с 1886 года[12]
- Церковь Рождества Пресвятой Богородицы (1857 год) в нео-романском стиле[13]
- Часовня Нотр-Дам (1890 год)[14]

## Фотогалерея

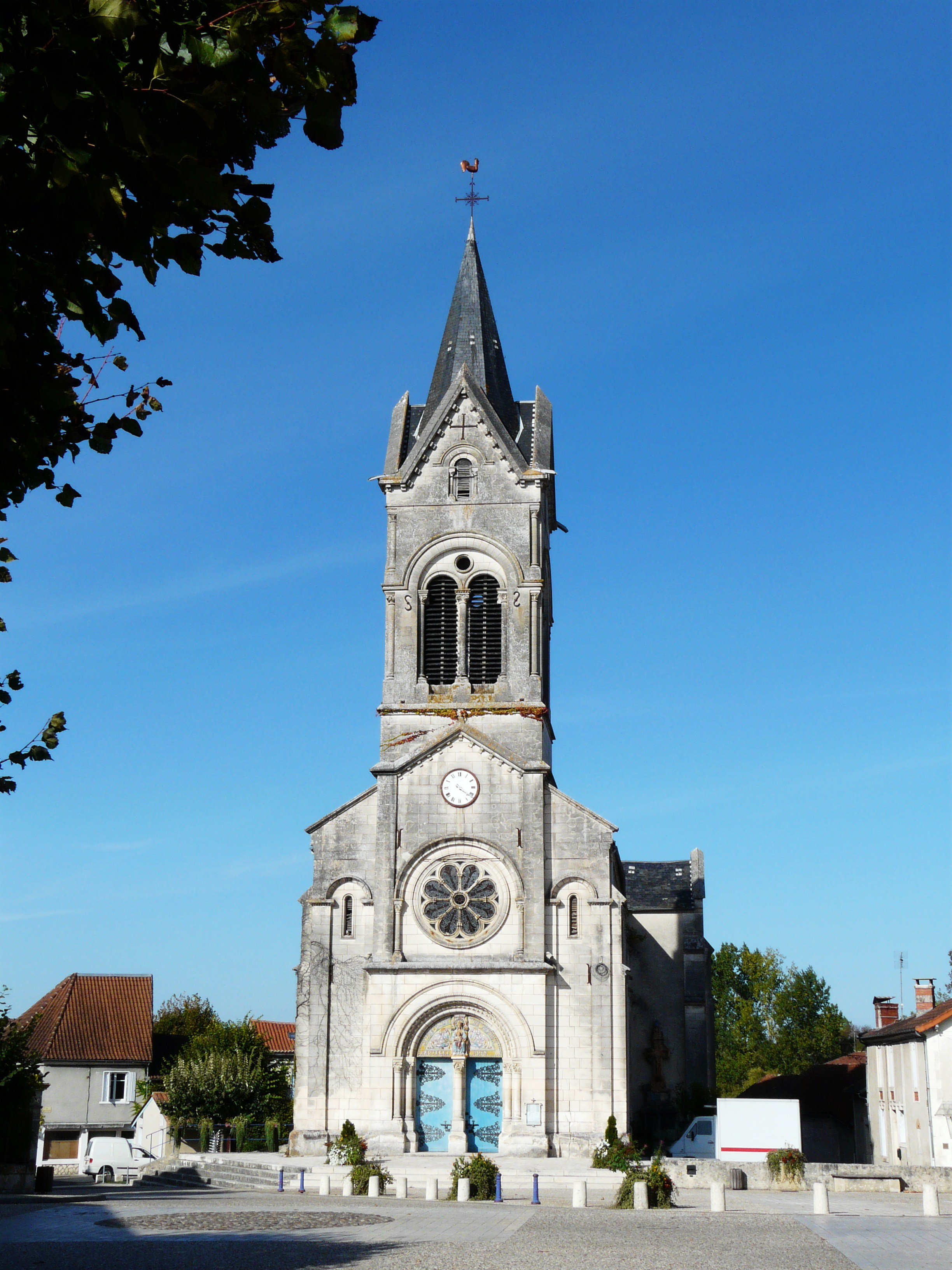
Церковь Рождества Пресвятой Богородицы
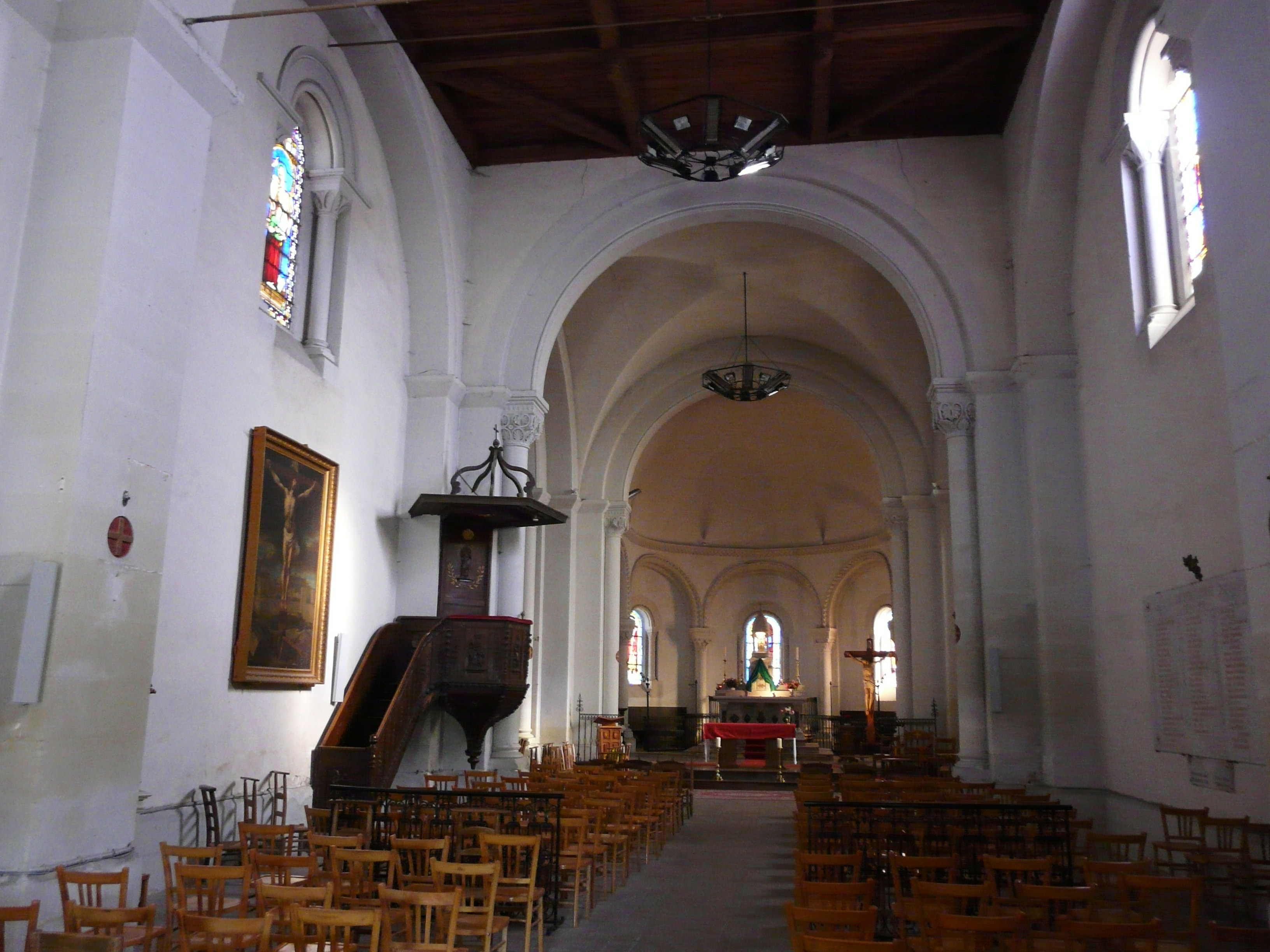
Интерьер церкви
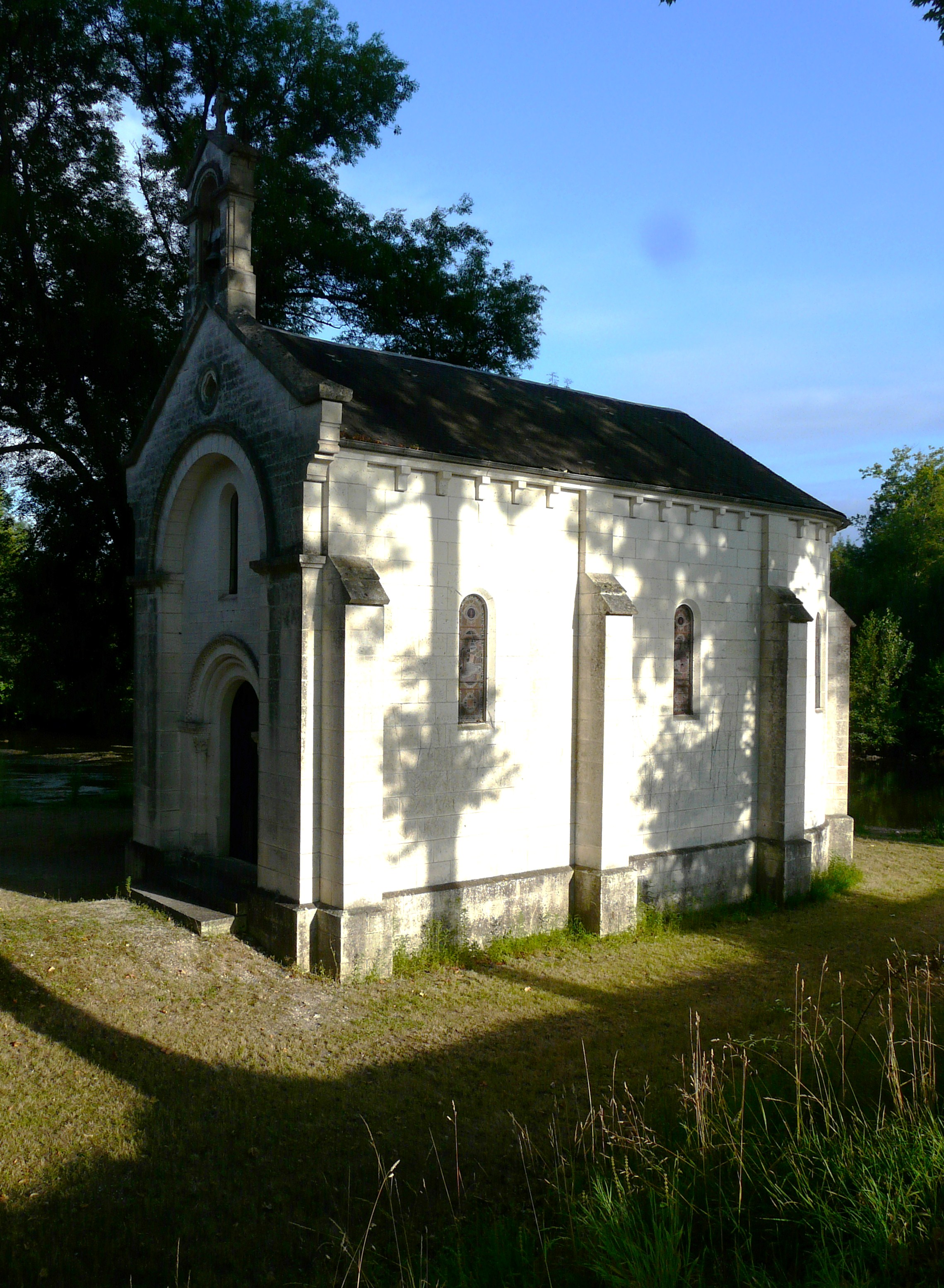
Часовня Нотр-Дам
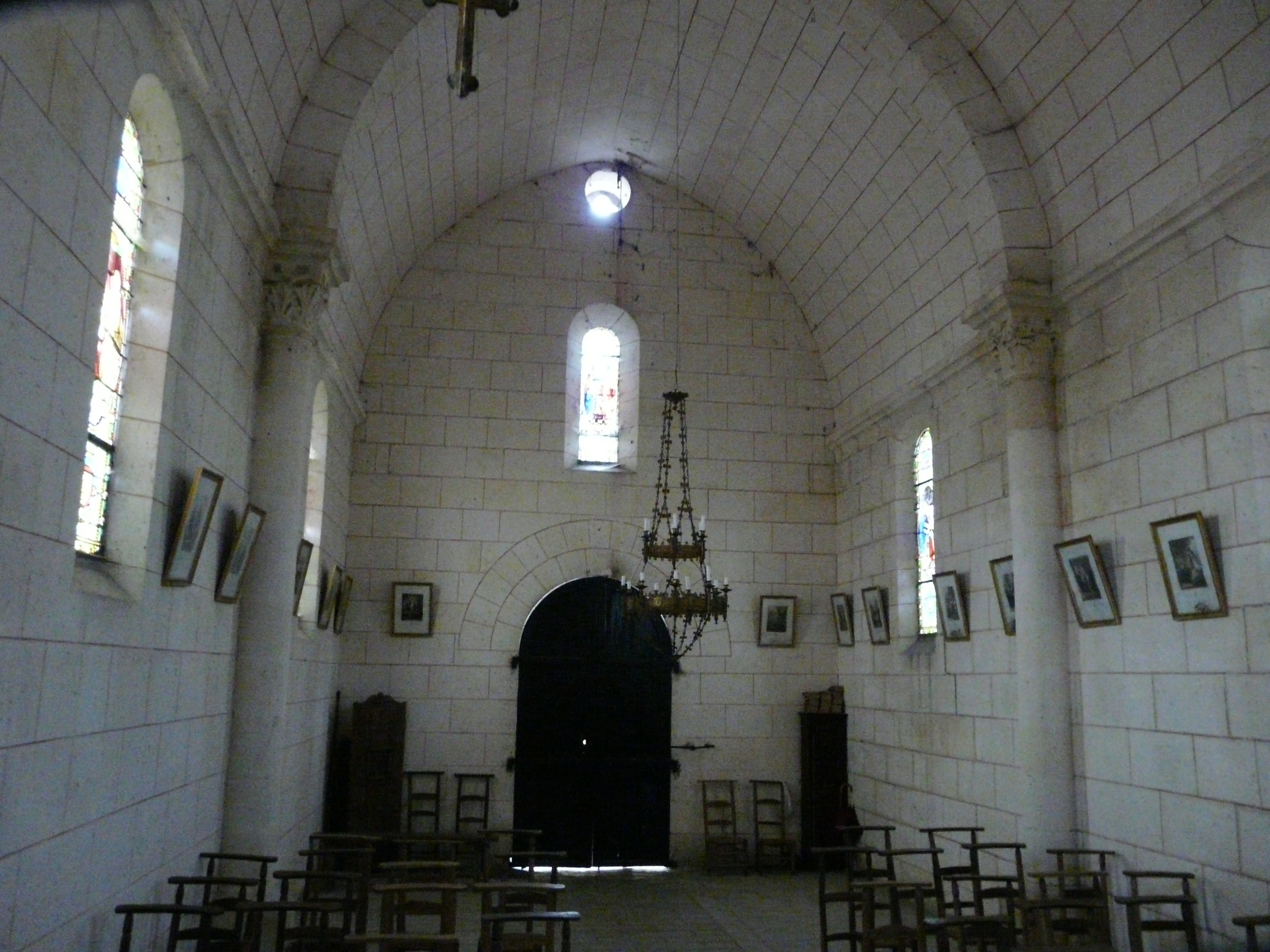
Интерьер часовни
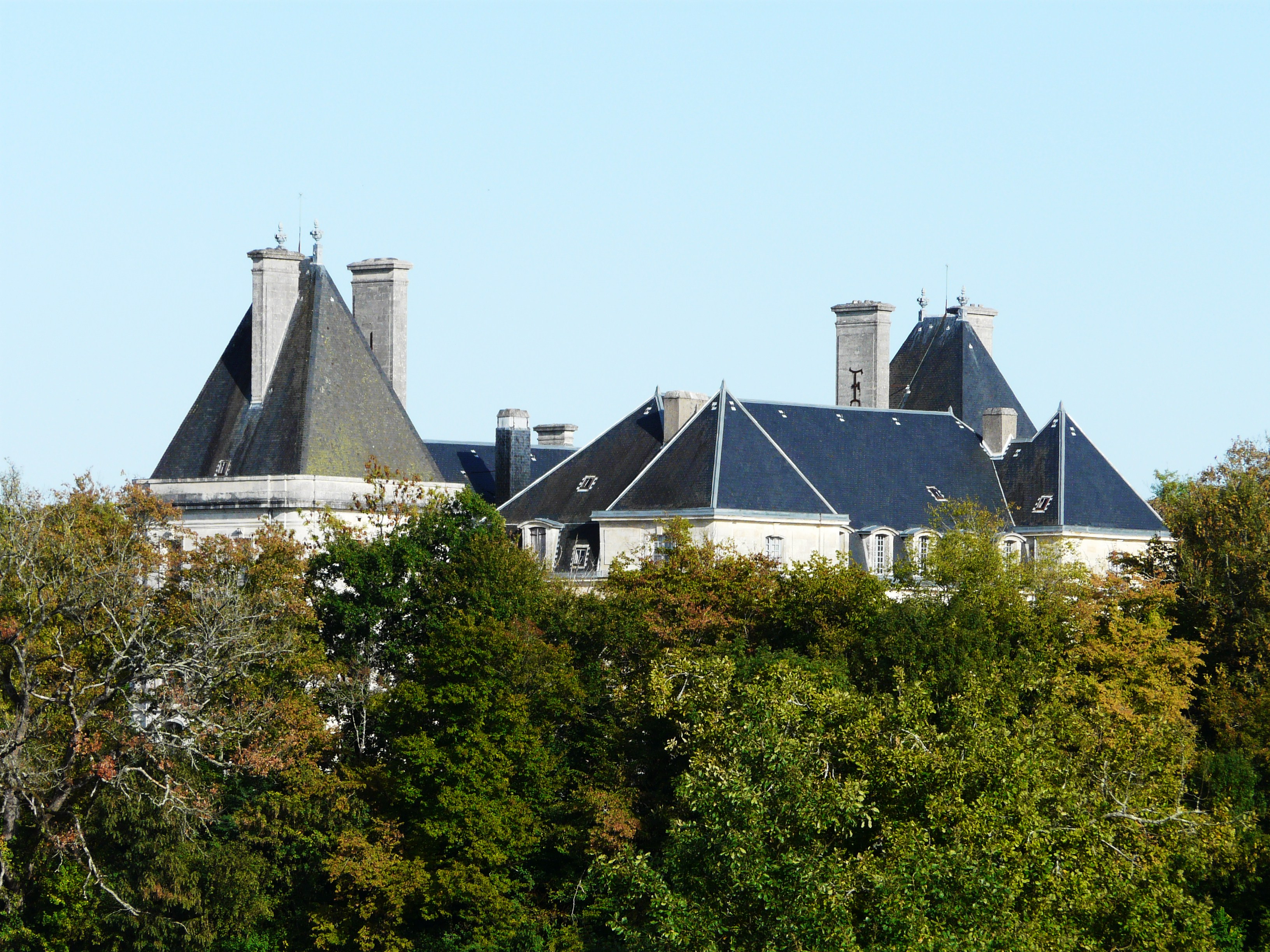
Замок Фейоль
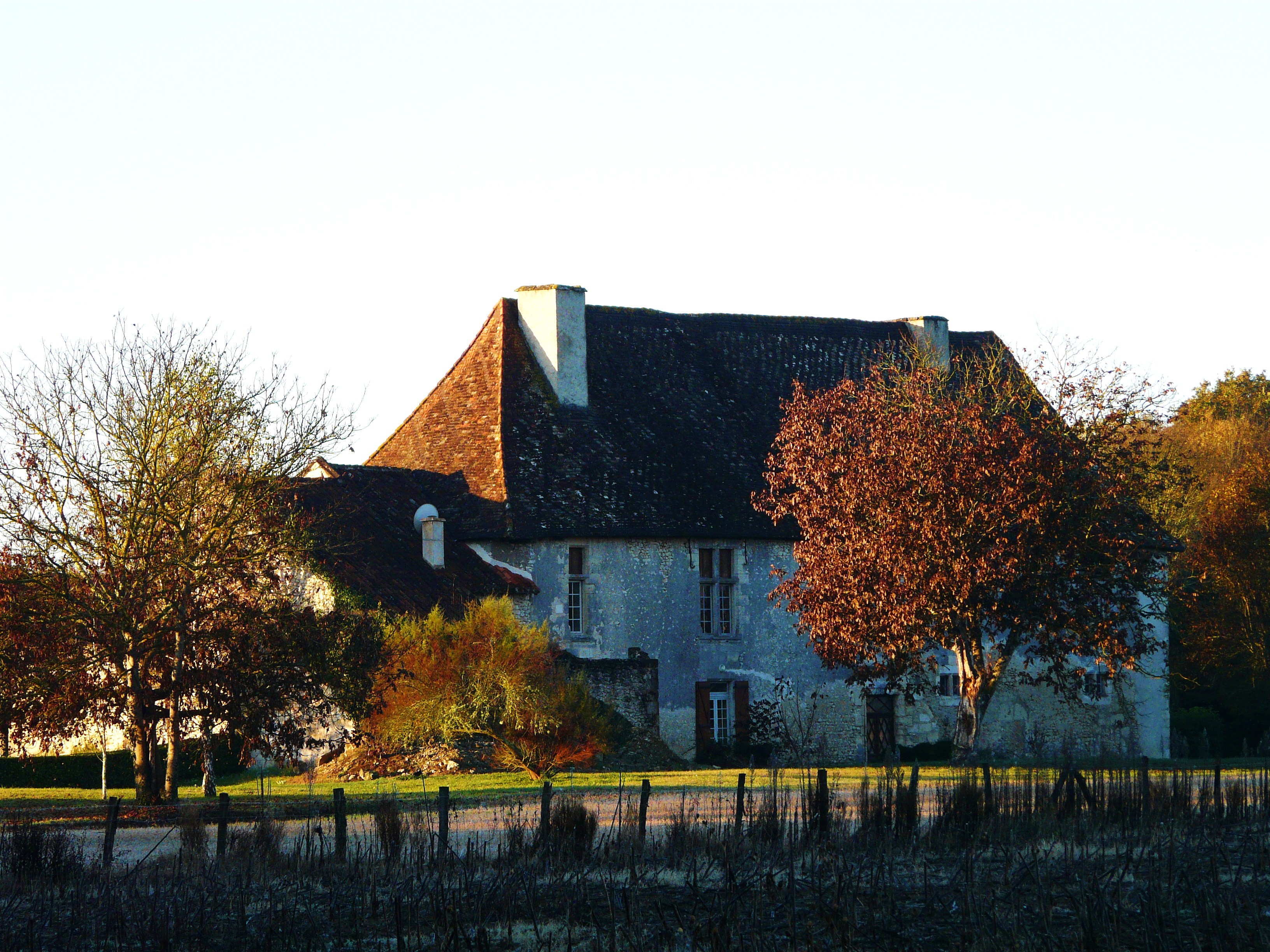
Замок Бозежур
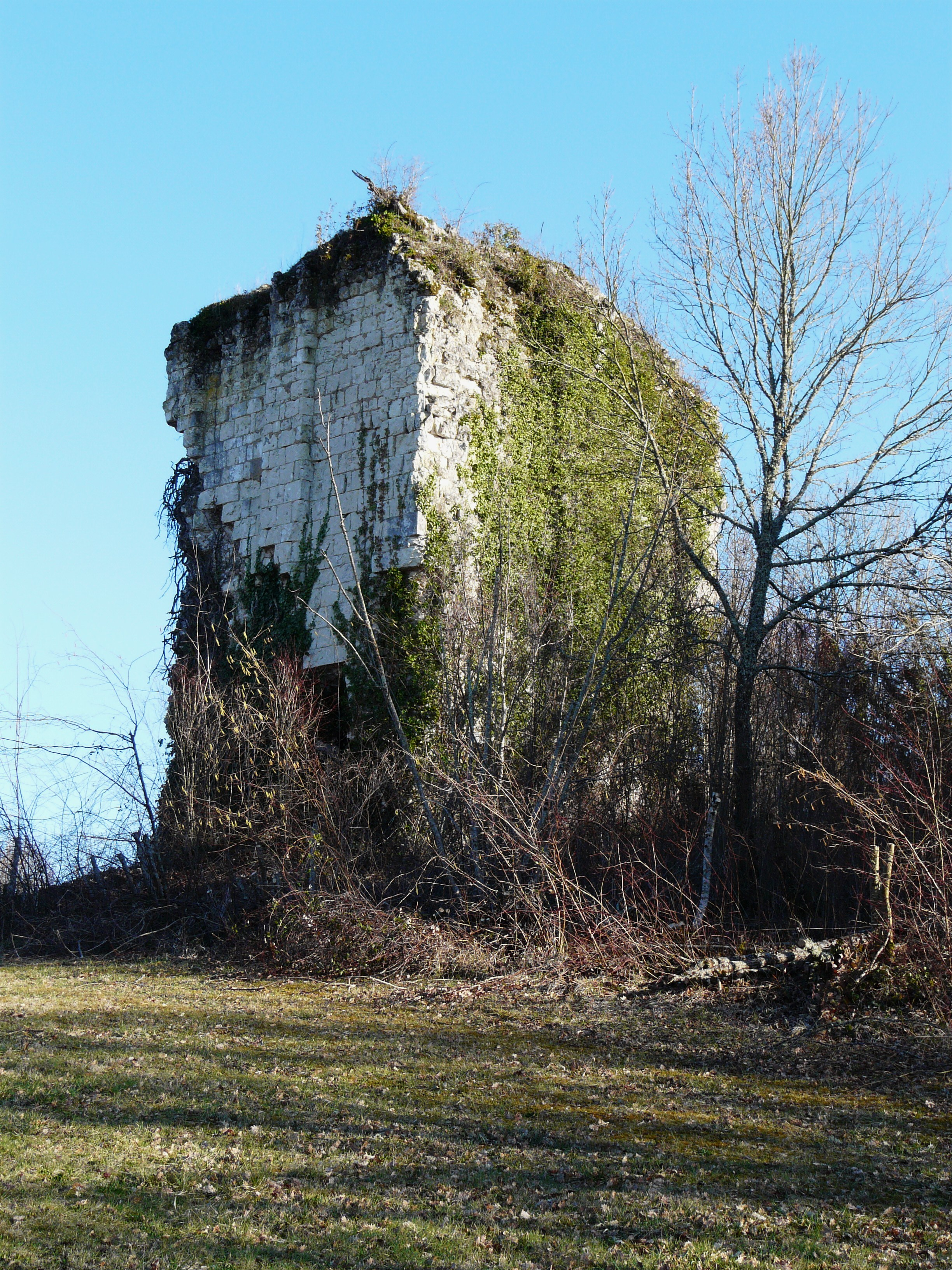
Донжон Вернод
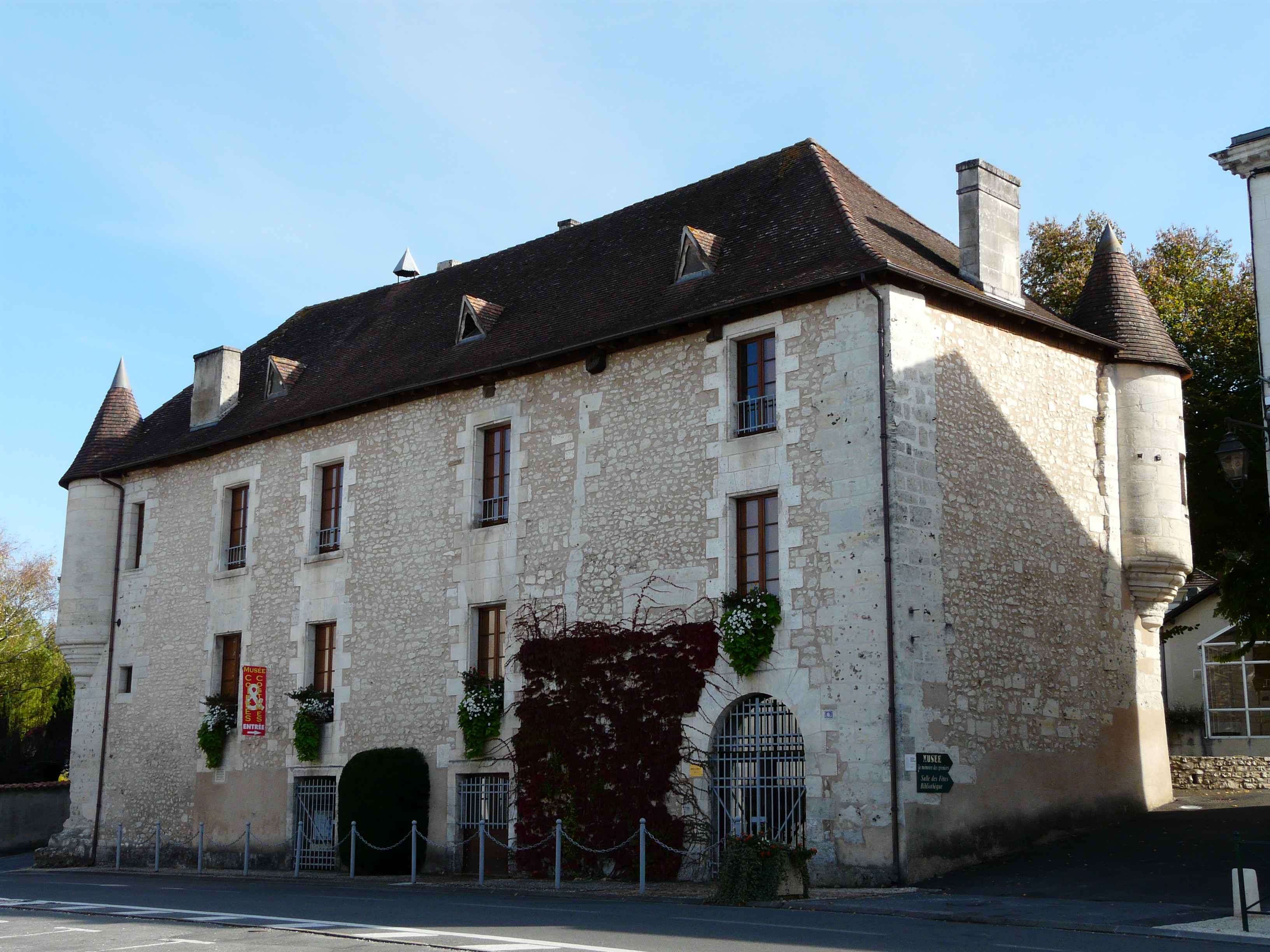
Отель Парадоль
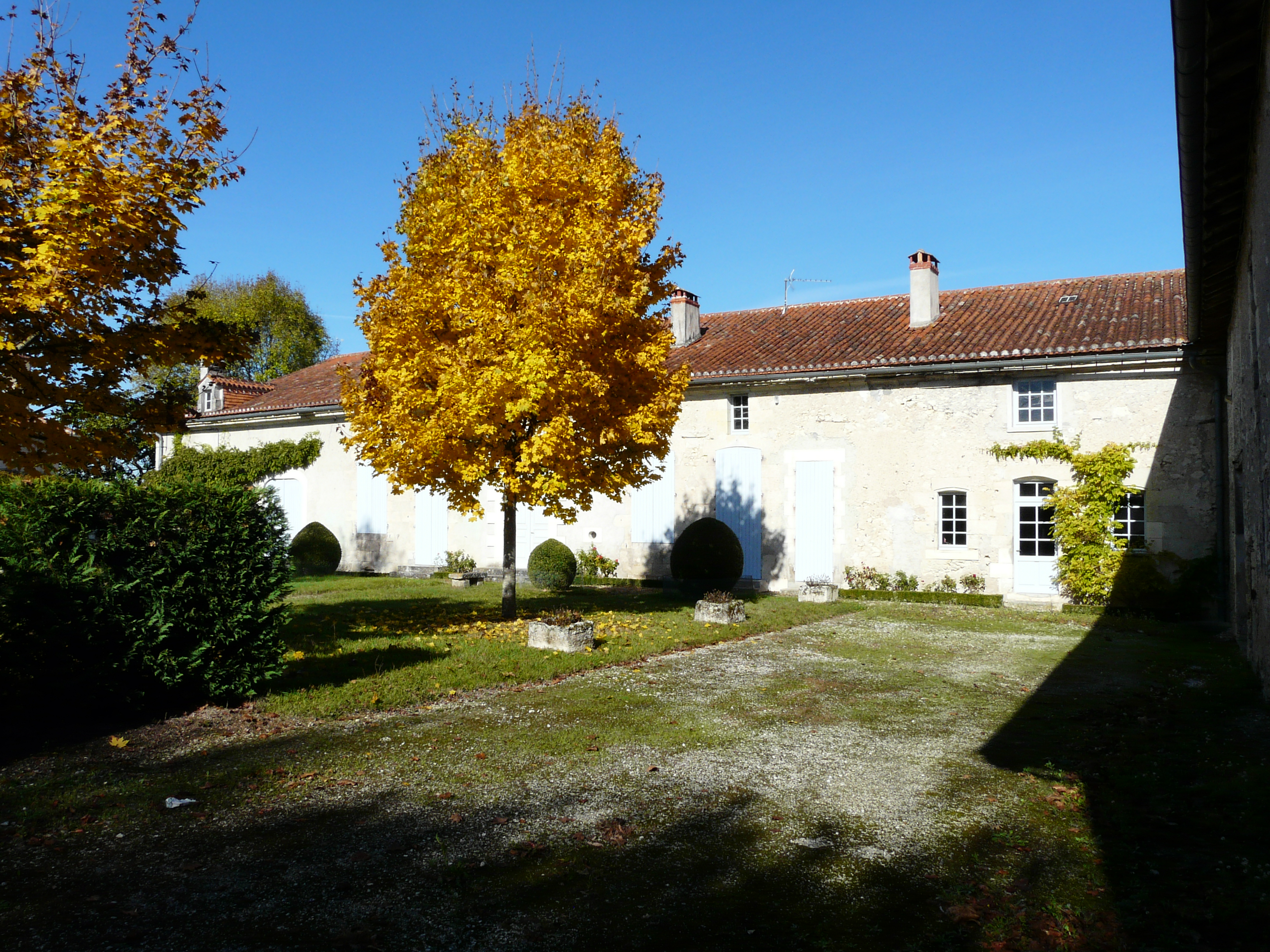
Отель Фийоли
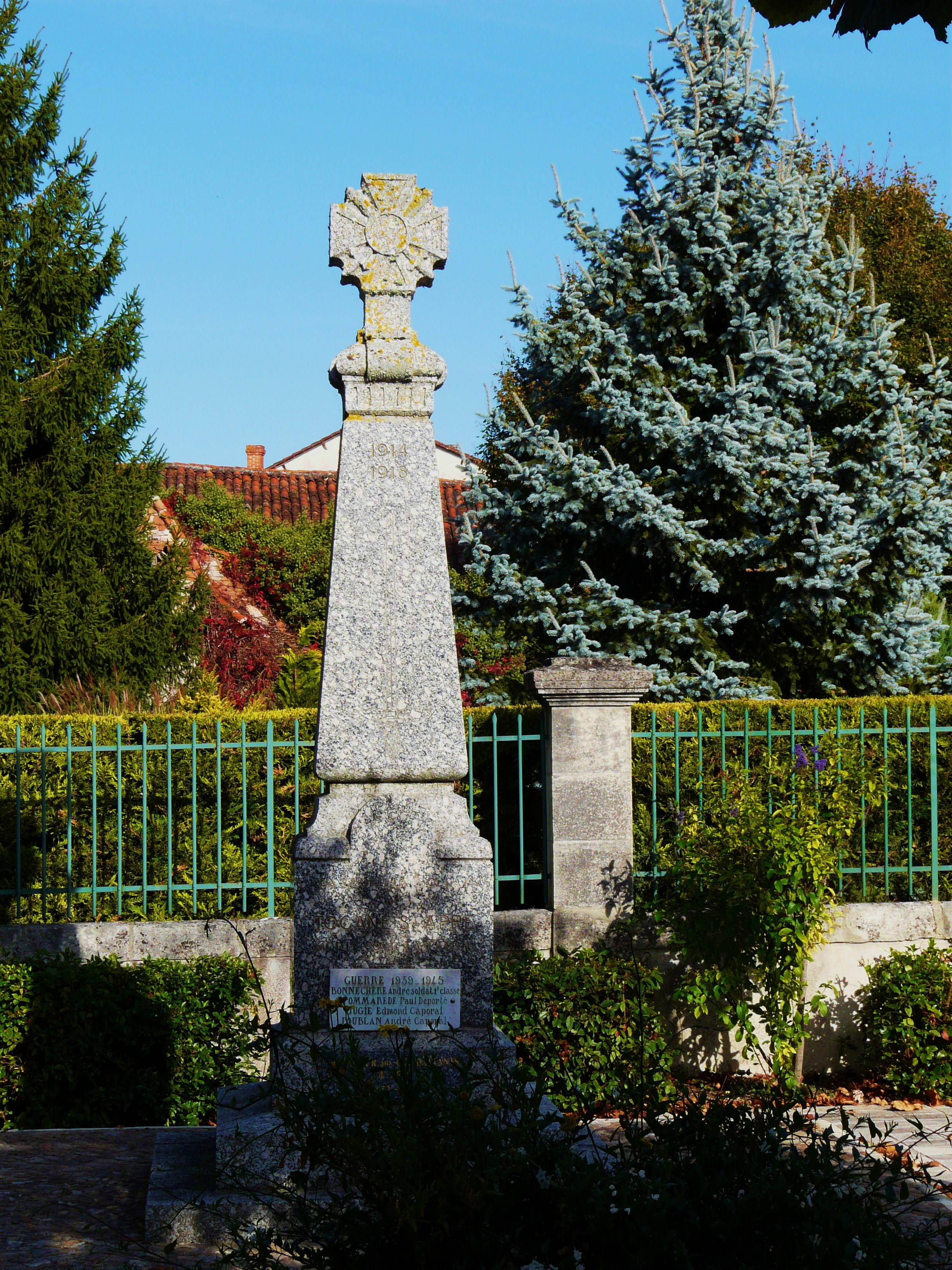
Военный мемориал
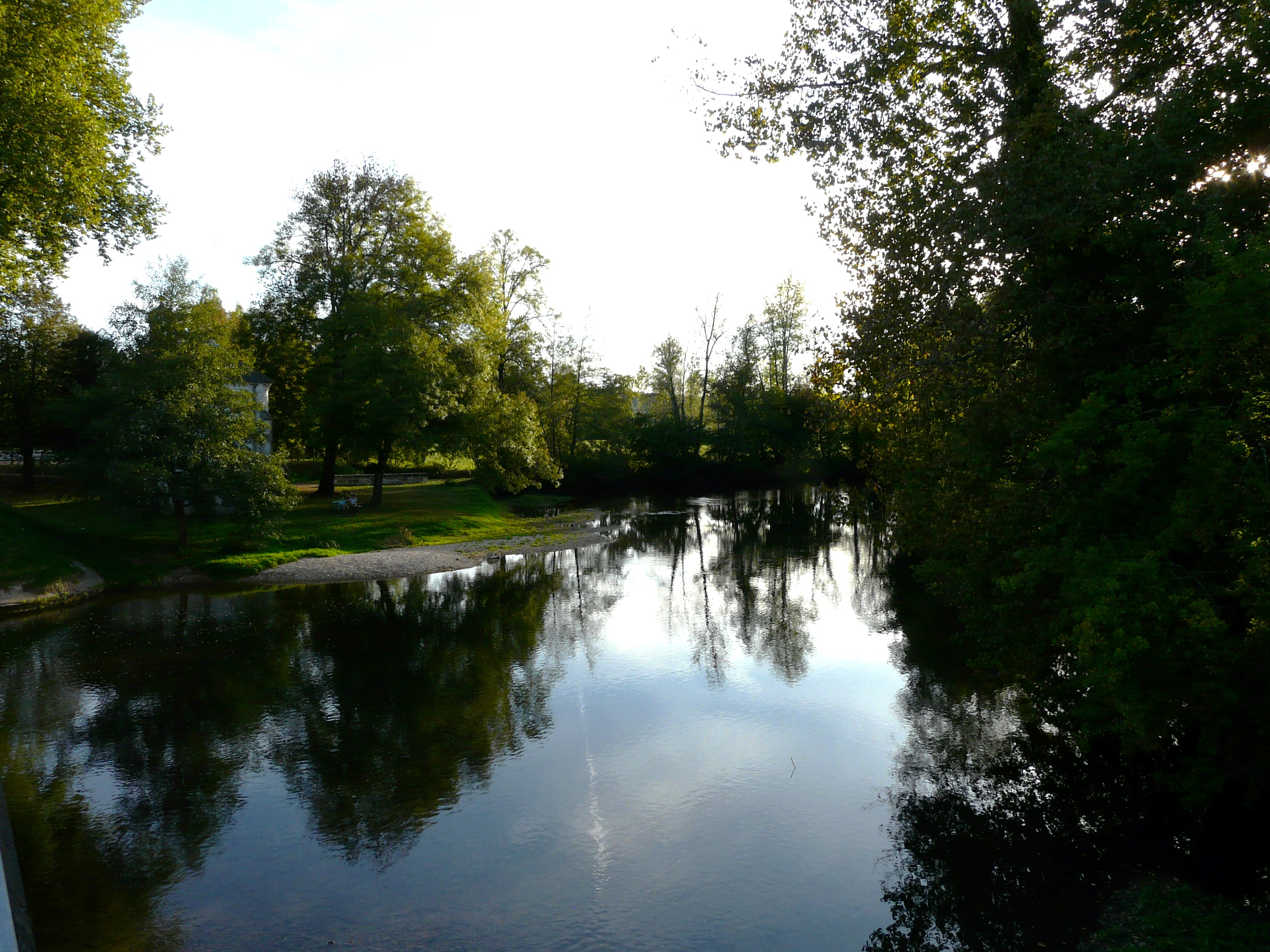
Река Дрон